# حزب اتحاد سریانی (لبنان)
حزب اتحاد سریانی (سریانی: ܓܒܐ ܕܚܘܝܕܐ ܣܘܪܝܝܐ ܒܠܒܢܢ، عربی: حزب الاتحاد السرياني) که به اختصار SUL خوانده می‌شود از احزاب سریانی/آشوری در کشور لبنان می‌باشد. این حزب در ۲۹ مارس ۲۰۰۵ تأسیس شد.